# Позездже (гмина)
Позездже (пол. Pozezdrze) — сельская гмина (волость) в Польше, входит как административная единица в Венгожевский повет, Варминьско-Мазурское воеводство. Население — 3575 человек (на 2004 год).

## Демография
| Перепись                       | Всего   | Всего | Женщины | Женщины | Мужчины | Мужчины |
| ------------------------------ | ------- | ----- | ------- | ------- | ------- | ------- |
| Единицы                        | человек | %     | человек | %       | человек | %       |
| Население                      | 3575    | 100   | 1797    | 50,3    | 1778    | 49,7    |
| Плотность населения (чел./км²) | 20,2    | 20,2  | 10,1    | 10,1    | 10      | 10      |

## Сельские округа
1. Гембалка
2. Харш
3. Якунувко
4. Колёня-Позездже
5. Кшивиньске
6. Куты
7. Печарки
8. Пилаки-Вельке
9. Позездже
10. Пшерванки
11. Пшитулы
12. Радзишево
13. Стренгелек
14. Вылуды
15. Оковизна
16. Дзядушин

## Соседние гмины
1. Гмина Бане-Мазурске
2. Гмина Будры
3. Гмина Гижицко
4. Гмина Круклянки
5. Гмина Венгожево